# 太平洋序曲
『太平洋序曲』（たいへいようじょきょく、Pacific Overtures）は、スティーヴン・ソンドハイム音楽、ジョン・ワイドマン脚本のミュージカル。1853年の日本とその後の西洋化の難しさを日本の視点から、特に友人2人の出会いからの変遷を描いている。題名にある 『序曲』"Overtures" は音楽においては『初めに演奏される曲』の意味であるが、これは西洋主導の太平洋貿易の始まりは『平和的な交渉』（Pacific Overtures）とは程遠かったことへの皮肉がこめられている。
日本風の五音階を用いて、日本的な沈思黙考（"There is No Other Way"）と西洋的な明け透けな率直さ（"Please Hello"）を音楽で対比させている。これらの音楽はソンドハイムの最も野心的で技巧に富んだ作品の一つと考えられてる。
1976年のハロルド・プリンス演出によるブロードウェイでのオリジナル公演では、男性が女性役を演じたり、観客に見える中で黒衣が舞台装置を変換したりと、歌舞伎風の形式で行われた。上演開始後、賛否分かれる批評を受け、6ヶ月で上演終了となった。にもかかわらず内容は高く評価され、トニー賞には10部門でノミネートされ、作品賞はコーラスラインやシカゴと争った。
通常的でない演出及びキャスティングの要求のために、ソンドハイムの作品の中でも最も上演回数の少ないミュージカルの一つにとどまっている。この作品はオペラ形式により上演されることもある。

## 公演
1976年1月11日、ブロードウェイのウィンター・ガーデン・シアターで開幕、193公演ののち1976年6月27日閉幕。ハロルド・プリンス演出、パトリシア・バーチ振付、ボリス・アロンソン舞台美術、フローレンス・クロッツ衣装、サラン・マッサー照明、マコ岩松出演。この公演の出演者によるレコードがRCAレコードから発売され、のちにCD化された。この公演はトニー賞10部門にノミネートされ、最優秀舞台デザイン賞と最優秀衣装デザイン賞を獲得した。
オフ・ブロードウェイとして初期の公演のヨーク・シアター・カンパニーから移り、1984年10月25日からプロメネイド・シアターで109公演行われた。フラン・ソーダー演出、ジャネット・ワトソン振付、アーネット・アブバ、ケヴィン・グレイ出演。
1986年、ヨーロッパでの初演がウィゼンショー・フォーラムで、マンチェスターのリバティ・シアターのハロルド・ロイド・ルイス演出、1993年と2006年のレスター・ヘイマーケット・シアターでの再演の演出を行うこととなるポール・ケリソン振付で行われた。
1987年、イングリッシュ・ナショナル・オペラによりロンドンで上演され、公演全体が録音され、台本と楽譜もほぼ完全な状態で保存されている。
2000年10月2日から10月22日まで宮本亜門演出により新国立劇場にて上演。世界文化賞演劇・映像部門の授賞式のために来日していたスティーヴン・ソンドハイムが観劇、「これ以上素晴らしい『太平洋序曲』はない」と高く評価した。
2001年、ゲイリー・グリフィン演出のシカゴ・シェイクスピア・シアターの公演が行われた際は酷評されたが、2003年6月30日から9月6日までのドンマー・ウエアハウスでの公演ではローレンス・オリヴィエ賞の最優秀ミュージカル公演賞を獲得した。
2002年、宮本亜門演出、新国立劇場で英語字幕付きで日本語で2回限りの上演が行われた。この公演は2002年7月9日から13日までリンカーン・センターのエイヴリー・フィッシャー・ホールで、2002年9月3日から8日までジョン・F・ケネディ・センターのアイゼンハワー・シアターで上演された。
2004年12月2日から2005年1月30日まで宮本亜門演出、B・D・ウォンが狂言回し役、何人かのオリジナル・キャストも出演してブロードウェイでの再演がスタジオ54で上演された。ジョナサン・チュニック編曲、縮小されたオーケストラで、初演時より曲数が増やした再演版が録音され、PSクラシックスより発売された。この公演はトニー賞の最優秀再演ミュージカル賞を含む4部門にノミネートされ、宮本亜門はブロードウェイ史上初の東洋人演出家として名を刻んだ。
2011年6月17日から7月3日まで宮本亜門演出、キャストを一新してKAAT神奈川芸術劇場にて再演された。
2023年3月8日から3月29日まで日生劇場、4月8日から16日まで梅田芸術劇場メインホールにて梅田芸術劇場と英国メニエールチョコレートファクトリー劇場の日英共同制作として、マシュー・ホワイトが演出を担当し上演される。

## 概要

### 第1幕
1853年7月の日本。諸外国が日本に、狂言回しの説明によると（実際は脅しているのだが）脅したり彼らの日常を壊すことなくやって来た、と皮肉を交えている。どこかの国で戦争が行われ、機械などが稼動している頃、日本では米を植え、おじぎをしながら平和で穏やかな日々を送っていた。
フィルモア大統領は日本に開国させようと、ペリー代将を派遣して米軍艦を太平洋を横断して沖縄に向かわせ、備後福山藩主阿部正弘や将軍たちを不安に陥れた。浦賀奉行所与力香山弥左衛門はアメリカ人たちを追い払うことを条件に目付役に昇進するという知らせを受け、妻たまてのもとを離れねばならず、たまては悲嘆に暮れる。香山が出発すると、たまては2人の仲間と共に「ほかに道はなし」（There Is No Other Way）でダンスを交えて悲しみの心情を表現する。漁師、商人、地元の人たちにより「4隻の黒い龍」（Four Black Dragons）が海を轟かせるのを表現し、ペリーにより米国艦船ポウハタン号が湾に侵入し、6日以内に将軍に会わせないと砲撃するという法外な要求を東洋風に風刺している。この最後通達に直面し、将軍は病に伏せる。将軍の不決断に怒ったその母は、看病をするふりをして「菊とお茶」（Chrysanthemum Tea）に毒を仕込んで飲ませる。
将軍の死後、香山は畳を敷き詰め、交渉小屋を建てることにより、結果的にアメリカ人は日本の土を踏むことはないという妙案を思いつく。香山と万次郎は浦賀へ向かう道中、「詩」（Poems）を交換しつつ親交を深める。しかし2人が通り過ぎた後、おかみは未熟な女たちに「神奈川へようこそ」（Welcome to Kanagawa）で外国の悪魔たちを誘惑するすべを教えていた頃には、すでに事態は予測を越えて進行していた。
ペリーと部下たちは "March to the Treaty House" と共に岸へ下り立ち、善意を見せるためにじゃがいも2袋とオウエン作の『ミネソタ地質学書』を持参する。日米の交渉は、歴史の移り変わりを静かに見つめる老人の思い出と自身の若い頃の姿を通して「木の上の誰か」（Someone in a Tree）によって表現される。始めは香山の優勢に思われたが、アメリカ側がそれを打ち破った。歌舞伎の獅子の様相をしたペリーは "Lion Dance" で歌舞伎風の踊りを舞い、途中から西洋のダンスに変わり、アメリカ側の勝利を表現する。

### 第2幕
新しい将軍の時代となり、阿部、浦賀目付役となった香山、アメリカ側は奉行所に戻り、「プリーズ・ハロー」（Please Hello）により各国からの貿易の要求が公的にくるようになったのを表現される。喜歌劇風のイギリス提督に続き、木靴でダンスをするオランダ提督、陰気なロシア提督、おしゃれなフランス人が日本市場に競って参入しようとする。万次郎は日本古来の服装をするようになり、逆に香山は新しく西洋から伝来した服や生活習慣を取り入れ、新しい懐中時計やモーニングコートを気に入る（「山高帽子」（A Bowler Hat））。しかし西洋化により、小さなおふざけが変化を引き起こす。3人のイギリス海兵隊員がかわいらしい少女「プリティー・レイディ」（Pretty Lady）を芸者と間違い、少女は泣きながら助けを求め、武士は逃げる彼らを斬殺する。将軍に報告しようとした香山は、マントを着た男に暗殺される。その暗殺者は彼の以前の友達、万次郎であった。
騒乱は続き、操り人形であった天皇が本当の力を将軍から奪い、日本を発展させることを誓う。日本はこれらの出来事から次「ネクスト」（Next）へ移行していき、幾重にも重ねられていた着物を脱いでいくと、Tシャツに黒ズボンの狂言回しが現れる。現代の日本ではトヨタやセイコーが世界的に活躍する時代となった。ここでは外国人が歓迎されなかった時代があった。しかしそれは遠い昔の話。ようこそ、日本へ。

## オリジナル・ブロードウェイ・キャスト
- マコ岩松 — 狂言回し、将軍、ジョナサン・ゴーブル
- スーン＝テック・オー — たまて（香山の妻）、侍、語り、剣士
- 佐藤功 — 香山弥左衛門
- ユキ・シモダ — 阿部正弘、第一顧問
- サブ・シモノ — ジョン万次郎
- アーネスト・アブバ — 侍、アダムス、貴族
- ジェイムス・ダイバス — 第二顧問、老人、フランス提督
- ティム・フジイ — 息子、僧侶、少女、貴族、イギリス海兵隊員
- ハルキ・フジモト — 家来、マシュー・ペリー
- ラリー・ハマ — ウィリアムズ、南の領主
- アーネスト・ハラダ — 医師、おかみ、イギリス提督
- アルビン・イン — 将軍の母、立会人、商人、アメリカ提督
- パトリック・キンザー・ラウ — 将軍の付き人
- チアエ・ウー・リー — 漁師、力士、南の領主
- フレディ・マオ — 第三顧問、侍の娘
- トム・マツサカ — 皇室僧侶
- フリーダ・フォー・シェン — 将軍の妻
- マーク・サイアーズ — 侍、泥棒、易者、武士、ロシア提督、イギリス海兵隊員
- リカード・トビア — 立会人
- ゲディ・ワタナベ — 僧侶
- コンラッド・ヤマ — 老女、力士、商人
- 吉田房子 — 三味線奏者

## 主要キャスト
|              | 1976年 ブロードウェイ ウィンター・ガーデン | 2000年 新国立劇場 | 2002年 アメリカ公演 | 2004年 ブロードウェイ再演 スタジオ54 | 2011年 神奈川芸術劇場 | 2023年 日生劇場 梅田芸術劇場 |
| ------------ | ------------------------------------------ | ----------------- | ------------------- | ------------------------------------ | --------------------- | ---------------------------- |
| 狂言回し     | マコ岩松                                   |                   | 国本武春            | B・Dウォン                           | 桂米團治              | 山本耕史 松下優也            |
| 香山         | 佐藤功                                     |                   | 本田修司            | マイケル・K・リー                    | 八嶋智人              | 海宝直人 廣瀬友祐            |
| 万次郎       | サブ・シモノ                               |                   | 小鈴まさ記          | パオロ・モンタルバン                 | 山本太郎              | ウエンツ瑛士 立石俊樹        |
| 阿部         | ユキ・シモダ                               |                   | 樋浦勉              | サブ・シモノ                         | 田山涼成              | 可知寛子                     |
| ペリー       | ハルキ・フジモト                           |                   | 原慎一郎            | フーン・リー                         | さけもとあきら        |                              |
| たまて       | スーン=テック・オー                        |                   | 春芳                | ヨウコ・フモト                       | 麻乃佳世              | 綿引さやか                   |
| 将軍の母     | アルビン・イン                             |                   | 佐山陽規            | アルビン・イン                       | 佐山陽規              |                              |
| 将軍の妻     | フリーダ・フォー・シェン                   |                   | 堂ノ脇恭子          | ヘイゼル・アン・レイマンド           | 森加織                |                              |
| アメリカ提督 | アルビン・イン                             |                   | 原慎一郎            | ダレン・リー                         | 戸井勝海              | 杉浦奎介                     |
| イギリス提督 | アーネスト・ハラダ                         |                   | さけもとあきら      | エバン・ダンジェルス                 | さけもとあきら        | 武藤寛                       |
| オランダ提督 | パトリック・キンザー・ラウ                 |                   | 村上勧次朗          | フランシス・ジュー                   | 石井一彰              | 田村雄一                     |
| ロシア提督   | マーク・サイアーズ                         |                   | 佐山陽規            | スコット・ワタナベ                   | 佐山陽規              | 中西勝之                     |
| フランス提督 | ジェイムス・ダイバス                       |                   | 治田敦              | ダニエル・ジェイ・パーク             | 畠中洋                | 照井裕隆                     |
| 老人         | ジェイムス・ダイバス                       |                   | 越智則英            | アルビン・イン                       | 石岡多加史            |                              |
| 少年         | ティム・フジイ                             |                   | 斎藤桐人            | テリー・リョン                       | 原田優一              | 谷口あかり                   |
| 侍の娘       | フレディ・マオ                             |                   | 粟田麗              | 大曲真由美                           | 田川可奈美            |                              |
| おかみ       | アーネスト・ハラダ                         |                   | 治田敦              | フランシス・ジュー                   | 畠中洋                | 朝海ひかる                   |

## 音楽
| 第1幕 - プロローグ — オーケストラ - 海上からの威圧 The Advantages of Floating in the Middle of the Sea — 狂言回し、出演者 - ほかに道はなし There Is No Other Way — たまて、立会人 - 4隻の黒い龍 Four Black Dragons — 漁師、泥棒、狂言回し、町人 - 菊とお茶 Chrysanthemum Tea — 将軍、将軍の母、将軍の妻、易者、僧侶、将軍の付き人、医師、力士 - 詩 Poems — 香山弥左衛門、ジョン万次郎 - 神奈川へようこそ Welcome to Kanagawa — おかみ、女たち - March to the Treaty House — オーケストラ - 木の上の誰か Someone in a Tree — 老人、狂言回し、少年、武士 - Lion Dance — マシュー・ペリー | 第2幕 - プリーズ・ハロー Please Hello — 阿部正弘、狂言回し、アメリカ・イギリス・オランダ・ロシア・フランス提督 - 山高帽子 A Bowler Hat — 香山弥左衛門 - プリティー・レイディ Pretty Lady — 三人のイギリス海兵隊員 - ネクスト Next — 狂言回し、出演者 |

## 批評
日米間の交渉を説明する2人の目撃者の歌「木の上の誰か」（Someone in a Tree）は、ソンドハイムが自身の全作品の中で最も気に入っている曲である。「山高帽子」（A Bowler Hat）は、侍がこれまでの主張を覆して次第に西洋化および近代化していく、というこの上演のテーマを表している。
『ニューヨーク・タイムズ』では、1976年のオリジナル公演が
「歌詞はソンドハイム氏のいつもの手法で完全に西洋のものであり大胆でしゃれていて愉快で巧妙である。ソンドハイム氏は現代のブロードウェイにおいて最も注目すべき人物であり、ここで成功をおさめている。プリンス氏の演出は歌舞伎の技法を取り入れており、寂しい海鳥のような甲高い声を上げたり、屏風などの歌舞伎型の道具を使用したり、裏方は観客に見えにくいように全身を黒で覆ったりしている。振付に関しては歌舞伎と西洋様式を融合させており、その試みは大胆で魅力的に仕上がっている。それは盛り上がろうとし、時々浮かんでいるだけだったり確かに時々沈んだりもしたが、しかし盛り上がろうとしている。そして曲や歌詞はまるで盆栽の木のように美しく均整がとれている。『太平洋序曲』はとてもとても個性的である。」
と報じられた。
1976年のオリジナル公演について『ニューヨーク・タイムズ』のウォルター・カーは
「しかしどんなに演じても偶発的に良い所があっても『太平洋序曲』は救いようがない。明確な感情も文化的意味も与えられず、西洋にも東洋にも導かれずぼんやりとしていてどちらの立場にもなれなかった。」
と書いた。
1984年の再演について『ニューヨーク・タイムズ』は
「この公演はブロードウェイと東洋の作風の皮肉な融合を試みており、話の流れなどほとんどがスティーブン・ソンドハイムの忘れがたい楽曲で構成されている。これは確かに精巧と簡素、美的と大衆的などの強制的融合である。しかしもし『太平洋序曲』を誰も好きにならなかったら8年前のウィンター・ガーデン・シアターでの公演よりプロメネイド・シアターでの公演が印象的で楽しめるものにならなかっただろう。多くの楽曲は素晴らしく、完璧な公演である。「4隻の黒い龍」は農民たちが米国艦船の到来から世界の終わりのような、悪夢のような出来事が現実となるまでどんどんパニック状態になっていく様子を表現している。ソンドハイム氏がこれまで書いた作品同様素晴らしい「木の上の誰か」は『羅生門』の縮小版のようだ。第2幕「山高帽子」はV・S・ナイポールの小説に音楽と日本的な描写を加えたような良い作品となり得る。「山高帽子」は『太平洋序曲』のポイントであり、第2幕のそれ以降は不必要に見える。」
と書いている。

## 受賞歴

### オリジナル・ブロードウェイ公演
| 年     | 賞                       | 部門                       | ノミネート                 | 結果       |
| ------ | ------------------------ | -------------------------- | -------------------------- | ---------- |
| 1976年 | トニー賞                 | ミュージカル作品賞         | ミュージカル作品賞         | ノミネート |
| 1976年 | トニー賞                 | ミュージカル脚本賞         | ジョン・ワイドマン         | ノミネート |
| 1976年 | トニー賞                 | オリジナル楽曲賞           | スティーブン・ソンドハイム | ノミネート |
| 1976年 | トニー賞                 | ミュージカル主演男優賞     | マコ岩松                   | ノミネート |
| 1976年 | トニー賞                 | ミュージカル助演男優賞     | 佐藤功                     | ノミネート |
| 1976年 | トニー賞                 | ミュージカル演出賞         | ハロルド・プリンス         | ノミネート |
| 1976年 | トニー賞                 | 振付賞                     | パトリシア・バーチ         | ノミネート |
| 1976年 | トニー賞                 | ミュージカル装置デザイン賞 | ボリス・アロンソン         | 受賞       |
| 1976年 | トニー賞                 | ミュージカル衣装デザイン賞 | フローレンス・クロッツ     | 受賞       |
| 1976年 | トニー賞                 | ミュージカル照明デザイン賞 | サラン・マッサー           | ノミネート |
| 1976年 | ドラマ・デスク・アワード | ミュージカル作品賞         | ミュージカル作品賞         | ノミネート |
| 1976年 | ドラマ・デスク・アワード | ミュージカル脚本賞         | ジョン・ワイドマン         | ノミネート |
| 1976年 | ドラマ・デスク・アワード | ミュージカル助演男優賞     | ハルキ・フジモト           | ノミネート |
| 1976年 | ドラマ・デスク・アワード | ミュージカル演出賞         | ハロルド・プリンス         | ノミネート |
| 1976年 | ドラマ・デスク・アワード | 振付賞                     | パトリシア・バーチ         | ノミネート |
| 1976年 | ドラマ・デスク・アワード | 作詞作曲賞                 | スティーブン・ソンドハイム | ノミネート |
| 1976年 | ドラマ・デスク・アワード | ミュージカル装置デザイン賞 | ボリス・アロンソン         | 受賞       |
| 1976年 | ドラマ・デスク・アワード | ミュージカル衣装デザイン賞 | フローレンス・クロッツ     | 受賞       |

### オリジナル・ロンドン・公演
| 年     | 賞                       | 部門                       | ノミネート                 | 結果       |
| ------ | ------------------------ | -------------------------- | -------------------------- | ---------- |
| 2004年 | ローレンス・オリヴィエ賞 | ミュージカル助演男優賞     | リチャード・ヘンダース     | ノミネート |
| 2004年 | ローレンス・オリヴィエ賞 | ミュージカル助演男優賞     | ジェローム・プラドン       | ノミネート |
| 2004年 | ローレンス・オリヴィエ賞 | ミュージカル演出賞         | ゲイリー・グリフィン       | ノミネート |
| 2004年 | ローレンス・オリヴィエ賞 | 振付賞                     | カレン・ブルース           | 受賞       |
| 2004年 | ローレンス・オリヴィエ賞 | ミュージカル衣装デザイン賞 | マーラ・ブルメンフィールド | ノミネート |
| 2004年 | ローレンス・オリヴィエ賞 | ミュージカル照明デザイン賞 | ヒュー・ヴァンストーン     | 受賞       |
| 2004年 | ローレンス・オリヴィエ賞 | ミュージカル音響デザイン賞 | ニック・リドスター         | ノミネート |

### 2004年ブロードウェイ再演
| 年     | 賞       | カテゴリー                     | ノミネート                     | 結果       |
| ------ | -------- | ------------------------------ | ------------------------------ | ---------- |
| 2005年 | トニー賞 | ミュージカル・リバイバル作品賞 | ミュージカル・リバイバル作品賞 | ノミネート |
| 2005年 | トニー賞 | オーケストラ賞                 | ジョナサン・チュニック         | ノミネート |
| 2005年 | トニー賞 | ミュージカル装置デザイン賞     | 松井るみ                       | ノミネート |
| 2005年 | トニー賞 | ミュージカル衣装デザイン賞     | コシノジュンコ                 | ノミネート |